# Şadaqīān
Şadaqīān (persiska: صدقیان) är en ort i Iran.   Den ligger i provinsen Västazarbaijan, i den nordvästra delen av landet, 600 km väster om huvudstaden Teheran. Şadaqīān ligger 1 344 meter över havet och antalet invånare är 954.
Terrängen runt Şadaqīān är platt åt sydväst, men åt nordost är den kuperad.Runt Şadaqīān är det ganska tätbefolkat, med 83 invånare per kvadratkilometer. Närmaste större samhälle är Salmās, 6,6 km väster om Şadaqīān. Trakten runt Şadaqīān består till största delen av jordbruksmark.